# Gunter och Ernst
Gunter och Ernst (spelade av Harry Shearer respektive Hank Azaria) är två rollfigurer i den animerade tv-serien Simpsons.

## Biografi
Gunter och Ernst är underhållare och äger en vit tigersom heter Anastasia. De är en parodi på underhållarduon Siegfried & Roy. I avsnittet "Viva Ned Flanders" blir de tillsammans med Amber Simpson och Ginger Flanders, men strax efter blir de dumpade. 